# Kostel svatého Kříže (Banská Bystrica)
Kostel svatého Kříže, zvaný také Slovenský kostel je původně pozdně gotický kostel, který se nachází v centru Banské Bystrice.

## Popis kostela

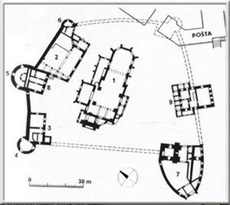
1. Kostel Nanebevzetí Panny Marie
2. Kostel sv. Kříže
3. Přístavek k Farní baště
4. Farní bašta
5. Hornická bašta
6. písařská bašta
7. Barbakan
8. Matějův dům
9. Radnice

### Orientace a návaznost na severní fasádu
- Objekt se skládá ze dvou částí: Kostel sv. Kříže a písařské bašty. Kostel i s písařskou baštou byly součástí hradního areálu, tedy městského hradu, ležícího nad středověkým náměstím. Obě stavby jsou situovány v jeho severovýchodní části. Půdorys kostela připomíná nepravidelný kosodélník společně s přistavěnou sakristií a prodlouženým presbytářem na východní straně. Navzdory svému nepravidelnému tvaru disponuje charakteristikami sakrální stavby s částečně polygonálním uzávěrem. Z výzkumu vyplývá, že objekt byl přistavěn k severním hradbám městského opevnění v prudkém svahu. Výškový rozdíl mezi severovýchodní a jihozápadní částí kostela, který značně ovlivnil vývoj kostela, zřejmě dosahoval téměř 4 m. „Souvislost severní strany kostela s hradní zdí severního opevnění hradu byla dána konstruktivní jednoduchostí přímého navázání obou staveb bez zbytečných nároží.”[1] Ještě dnes se objekt ze severní exteriérové části jeví jako součást opevnění. Je zajímavé, že v dolní části je zdivo mírně odskočené ve formě nepravidelného soklu s odlišným zdivem. Nachází se v něm poměrně velké množství říčních oblázků o rozměrech někde až 1 m v průměru, pravděpodobně pocházející z řeky Hron, v povodí níž bylo město Banská Bystrica vybudované. Takové kamenné zdivo se nachází i na baštách opevnění a také na části opevnění mezi Matejovým domem (stavba přiléhající ke kostelu sv. Kříže v severozápadní části) a farní baštou.

- Výzkumu se však nepodařilo interpretovat soklový odskok průběžný po celé východní části exteriérového zdiva, který tu je nižší o 180 mm a nad ním jsou umístěny pískovce, které "tvoří dojem, jako by šlo o původní, opracované články, záměrně vylámané".[1]. Na vrcholu stavby jsou také viditelné tři, rovnoměrně rozmístěné střílny. Jednu z nich stavitelé zakomponovali do interiéru kostela, kde je viditelná na jeho severní stěně v západní části.

#### Západní fasáda

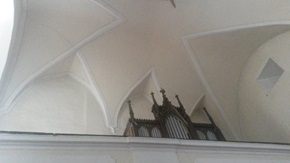
Střílna zakomponovaná do interiéru kostela

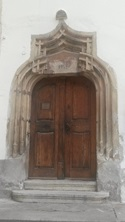
Pozdněgotický vstupní portál

- Ve vrcholové části jsou sledovatelné 4 zazděné střílny ve formě cimbuří, ze kterého vnitřní strany je zachována zděný ochozu z prvního opevnění, které však bylo již při první transformační etapě přestavěno a jejich obrannou funkci přebral zvýšený prostor nad nimi. Východní fasáda Matějova domu (z pohledu kostela západní) je přistavěna k Matejovu domu, jehož součástí je i pozdněgotický, pro Banskou Bystrici velmi významný, hlavní vstupní portál, datovaný nápisem na něm do roku 1457. Toto dataci považuje za mylnou již i starší literatura. Předpokládá se, že vzniklo při obnově portálu špatným čtením předchozího nápisu. Za nereálné datování je možno jej pokládat díky archivním materiálům, které dokládají vznik opevnění do let 1450–1460 a přístavba této části, kterou součástí je i pozdně portál se klade až do druhé vývojové etapy kostela. Portál je podle výkladu záclonkovitého typu. Jeho ostění má bohatou profilaci s obměnami v diamantování v jeho spodní části. Výzkum jej pokládá za "jeden z nejzdobenějších pozdně banskobystrických portálů".

- Nad portálem se nachází jednoduchý, funkční okenní otvor, který pravděpodobně sloužil jako dveřní otvor propojující objekt tehdy jen kaple s královským (Matejovým) domem. Na okno byl přestavěn během barokizace fasády. Jako průchod do kostela, vyznačený zdí je kreslený ještě v plánech z 18. století. Vedle se nachází i gotické třídílné okno. Na fasádě lze vidět několik nepravidelností. První, nejvýraznější je svislé členění, které dokládá jednotlivé vývojové fáze kostela. Dále je to nepravidelnost kordonové římsy pod okenním parapetem, která dále probíhá na jižní fasádu kostela. A také členění vodorovné v podobě soklu s goticky profilovanou římsou. Na fasádě byl během výzkumu umístěn raně barokní náhrobní kámen a kříž.

#### Jižní fasáda
- Trojice barokních oken dnes vertikálně člení jižní fasádu kostela, kterou probíhá zmiňovaná kordonová římsa a sokl až po sakristii. Dnešní podoba fasády je výsledkem úpravy v roce 1935. Před tím byla zřejmě nosná a její součástí byl na přechodnou dobu portál, který byl hlavním vstupem. Tento barokní portál, sloužil ještě i po vyrovnání terénu mezi oběma kostely a odstranění části hradeb jako přechodná komunikace. Výšková nerovnost mezi upravený terénem a portálem vyrovnali stavitelé dvouramenným schodištěm. Výzkumu se podařilo odhalit okno ve východní části této fasády, které zřejmě osvětlovalo schodiště na emporu ještě před vybudováním nové kruchty s točitým schodištěm, díky níž bylo okno zazděné. Schodiště před portálem se do dnešních dob nedochovalo, ale podle starších obyvatel města bylo viditelné ještě těsně před úpravami v roce 1935, což dokazují podle Dr. Kodoňová i historické fotografie z archivu města.

#### Východní fasáda
- Soustava několika staveb, či přístavků tvoří východní fasádu kostela. Z první stavby je zde patrné třídílné gotické okno, které se nachází ve zlomu propojujícím stěnu lodě s kolmo postavenou fasádou písařské bašty. Na fasádě se také zachovalo gotické kulaté okno, které bylo zazděné důsledkem barokizace. Ke stavbě hlavní kostela je pak přičleněna sakristie. Na její fasádě je viditelné barokní okénko, které kopíruje tvarosloví dveřního vstupu na jižní fasádě kostela. Proto je lze datovat společně. Dveře sakristie jsou však již pozdější, což nám potvrzuje jejich obdélníkový tvar. Dále je zde přistavěna drobná stavba z 19. století se čtvercovým okénkem.

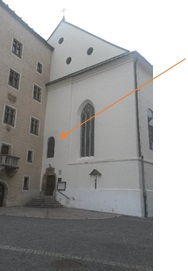
Okenní otvor sloužící ako soukromý vstup
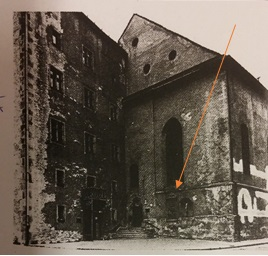
Archivní záběry s umístěním náhrobního kamene a kříže
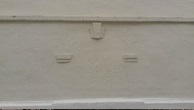
Zazděný portál
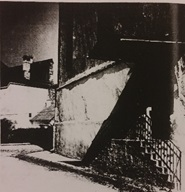
Archivní záběry – starší vstup do kostela
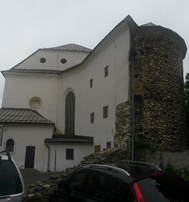
Východní fasáda

### Interiér

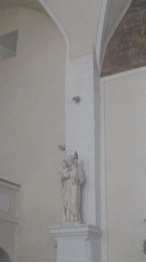
Půlpilíř profilovaný z původního zdiva

Interiér tvoří jednoduchý halový prostor se dvěma vstupy: hlavní vstup v západní fasádě a vstup z východní strany ze sakristie.

#### Západní fasáda
Na západní fasádě je snadno rozpoznatelná etapizace výstavby kostela. Odlišné strany fasády levou a pravou (z pohledu VZ) spojuje polosloup ve spodní části. Obě části jsou spojeny emporou po celé fasádě, která je přístupná po dvou hadovitých schodištích z levého a pravého (součástí je zazděný epitaf) rohu fasády. Pravá horní část fasády, je překlenuta třemi, různě velkými lunetami, které podle Dr. Kodoňová kopírovaly otvory stavby Matějova domu. Jediným, tady zachovaným otvorem je otvor barokně upravený se segmentovým nadpražím. Na levé straně je již zmíněné třídílné gotické okno západní fasády, na které se nachází dnešní hlavní vstup do kostela. Otvor okna dnes sahá téměř až k podlaze empory. O horizontální členění se stará barokní kruchta, která se skládá ze dvou štukových římsových pásů po celé délce. Její horizontální charakter dotvářejí stisknuté oblouky pod emporou. Kruchta je řešena dvoubarevně s tmavým podkladem a světlejšími obrazci.

#### Severní fasáda
Na severní straně fasády je viditelný půlpilíř v celé výšce upravený z původního zdiva, patřící k první etapě výstavby. Tehdy tvořil součást západní fasády a podle něj tak můžeme předpokládat původní délku lodě. V horní části fasády jsou v nikách malby, převážně od J. Hanuly z roku 1935, což dokládá jeho podpis na jedné z nich. Na malbě nad střílnou nese dvojice andělů pásku s nápisem "Jedině Bohu sláva". Tato malba zde během výzkumu v roce 1982 byla, dnes se tu však už nenachází zřejmě v důsledku restaurátorských prací. Druhou výplň niky tvoří malba s 12 učedníky kolem centralizované P. Marie (zobrazený výjev z Bible / kniha Nového zákona / Skutky apoštolů). Nad nimi je holubice v záři slunce symbolizující přítomného Ducha svatého. Ve třetím poli se nachází malba s motivy zvířat v dolní části a koupel v horní části, což symbolizuje dva ze tří stavů (peklo a nebe). Čtvrté pole zaplňují tři neznámé postavy. Třetí malba je malířskou technikou značně odlišná, proto je možné že J. Hanula některé malby restauroval a doplňoval nebo úplně přemaloval.

#### Východní fasáda
Na východní fasádě je také viditelná etapovitost výstavby. Levou stranu (pohled ZV) tvoří presbytář s hlavním oltářem, který je v novoklasicistním slohu a je datován do roku 1834. V zlomu SV zdi se nachází gotický otvor s jednoduchou profilací vyplněný třídílným oknem. Pod ním je umístění gotický portál, který je ale pravděpodobně sekundárně osazen. Původně byl součástí hlavního vstupu do kostela přes jižní fasádu, který sloužil až do přestavby v roce 1654–1656. Nerovnost zdiva kolem dnešního osazení zde vnucuje myšlenku, že portál byl původně širší. Levou a pravou stranu lodi dělí polosloup, který je v horní části neukončený. Byl vytvořen po přestavbě 1654–1656 ze zdi tvoříco původní jižní zeď starší kaple. Dokládá to i soklový výstupek v dolní části.

#### Jižní fasáda

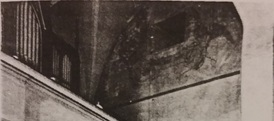
Stávající malba na západní části severní fasády

Jižní fasádu s trojicí barokních oken člení gotické přípory ukončené gotickou patkou. Římsa v horní části zde nese původní gotickou křížovou klenbu, po které nám zůstalo torzo náběhů. Dveřní otvor ve východní části jižní fasády je ještě v roce 1935 značený v plánech jako dveře. Malířská výzdoba i na této fasádě pochází od J. Hanuly, kde se soustředil na jednoduché terče. Jedním z nich je i hornická motivika, protože hornictví bylo pro Banskou Bystrici významné a výrazně se podílelo na jejím vývoji zejména na přelomu 14 a 15. století, kdy díky Thurzovsko-fuggerovská společnosti město disponovalo vysokými majetky, co se podepsalo ve všech odvětvích ať už uměleckých nebo technických a také kulturních. Udává se že banskobystrická měď byla použita na spojovací materiál v lodích Kryštofa Kolumba. Proto se k tomuto období vrací umění i v pozdějších stoletích. Severní a jižní prostor dělí vestavěné nosné sloupy. Převzali na sebe nosnou funkci tehdejší jižní stěny starší kaple. Klenba lodí je valená s lunetami. Původní stropy kostela byly zaklenuty valenou klenbou, ale na rozdíl od dnešního stavu byly neseny pozdněgotickými žebry. V severní lodi se zachovaly otisky z původní síťové klenby a v jižní lodi po klenbě křížové.

#### Interiér sakristie
Interiér sakristie je v půdorysném průmětu nepravidelný. Je zaklenut stlačenou valenou klenbou s dvěma poli hřebínkové klenby s lunetami. Původní návrh sakristie z roku 1769 navrhovaný Petrem Grossmannem (zednický mistr z Banské Bystrice) měl mít obdélný tvar na severní straně zkosený do presbytáře. V návrhu byl dvoudílný barokní vstupní portál a barokní klenba se třemi poli. Důvod proč se tento návrh nerealizoval není znám. Na západní fasádě je znatelné členění fasády původního exteriéru a to v podobě kordonové římsy a také odskočeného soklu. Na severní straně interiéru sakristie byl později vybouraný otvor do přístavku. Pisarská bašta, která je s kostelem propojena v konstrukci zdiva i ve stropní části tvoří již od vzniku kaple součást opevnění hradu. Zdi severní strany kostela přecházejí rovnoměrně do bašty a opakují se v ní. Z exteriéru jsou sledovatelné štěrbinové střílny, které byly zazděny. Ze dvou střílen byla na severní straně vytvořená okna, s použitím sekundárně opracovaných pískovců gotické profilace. K zdivu bylo na severovýchodní části v 16. století přistavěno městské opevnění (za rozšiřování a výstavby zdiv se podepsaly tatarské výpady, které právě důlní města zastavily díky obrannému systému vartoviek). Po opevnění se už však pozůstatky nedochovaly. Součástí opevnění byl ochoz, který vycházel z malé chodbičky, odkryté sondou během výzkumu, v půdní části písařské bašty.

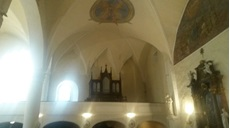
Interiérová fasáda pravá západní
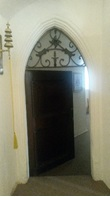
Sekundární osazený portál, primárně sloužící jako vstupní portál do kostela
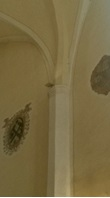
Zachované torzo náběhů síťové klenby a kruhové malby s baníckou motivikou
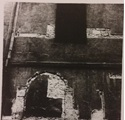
Archivní záběry – starší vstup do kostela

## Historie

### Historie hradu

#### 13. století
Autoři umělecko-historické literatury, zaměřené na město Banská Bystrica, se vývoje hradního areálu dotýkají jen okrajově, a to většinou pouze farního kostela, tedy Kostela Nanebevzetí Panny Marie, proto topografie není komplexně zpracována. Přitom všechny, autory zpracovávané, prameny pocházejí z 13. století, kdy začíná příchod saských Němců. Pro prokázání dřívějšího osídlení není dostatek archeologických vykopávek. Historickým milníkem je rok 1255, kdy Uherský král Béla IV. Banské Bystrici uděluje privilegia a německé přistěhovalce tak zvýhodňuje před původním obyvatelstvem. Tyto listiny byly pro přistěhovalce velmi hodnotné a několikrát si je v průběhu mnoha staletí nechávali znovu potvrzovat. "Přehodnocením starších pramenů s kritickým pohledem z jiného zorného úhlu než se na ně v minulosti díval například Ipolyi, Jurkovich nebo Mencl, se možná v budoucnu přiblížíme k přesnějšímu hodnocení dějin Banské Bystrice." Jurkovich podle Dr. Vallašeka a Dr. Kodoňová vzpomíná ve své publikaci citaci z kroniky Derswana "Alt Haus", který je údajně starší než samotné město. Z urbanistického hlediska určují polohu na místě dnešního farního kostela. Pak by ale bylo vyvráceno tvrzení V. Mencla o existenci staršího románského jednolodního kostela před farním. Zdivo lodě však nenavazuje na původní románskou věž dodnes zachovanou a proto je toto tvrzení relativně.

#### 14.–15. století
Věž kostela zaznamenává první záznam z roku 1300 a to ve spojení s odpustky na kostel P. Marie. První zmínka o hradu je podle Dr. Kodoňové a Dr. Vallašeka, kteří vycházejí z publikací Jurkovicha až v roce 1442. Potvrzuje to i archivní správa MBB-p / 2-S zaměřená na dědičné práva vdovy po Bartošovo, prvním hradním kapitánovi a to v roce 1459. V těchto letech začíná významný rozmach města přílivem financí z těžby vzácných kovů a také hrozbou před osmanským nebezpečím. Pro soubor objektů hradu je tato doba významná a pokládá se za jejich vznik. Do směru zájmu se nyní dostává pozdně portál z roku 1452, který však již v starších zdrojích je považován za mylný. Za sporné tedy považujeme nejstarší etapy zástavby objektu, který je často považován i za Karner sv. Michala. Tato pohřební kaple je poprvé zmiňována v odpustkové listině v roce 1406 / MBB-914/124 / a potom opět roce 1496 jako odpustková listina pro capella sv. Michala / MBB-448/7-S / a pozdější odpustky. Podle vizitaci z roku 1829 Belanzsky tvrdí, že v roce 1826 tato kaple ještě existovala a stála nedaleko bočního vchodu do Slovenského kostela, kdy ji zbourali kvůli lepšímu přístupu do kostela. Odpustky na kapli byly poměrně často udělovány spolu s odpustky na farní kostel avšak postrádáme odpustky na Kostel sv. Kříže. Přesto starší literatura dokládá zprávu o udělení odpustkové listiny měšťanovi B. Königsberger (1492) pro nově postavený kostel, jehož stěny byly pokryty motivem sedmi radostí Panny Marie. Do tohoto období je však kladen i vznik nově postavené kaple s malbami sedmi radostí P. Marii na severní straně farního kostela, tedy na tehdejším hřbitově, který je dnes posunut o několik desítek metrů až za hradní zdi. Proto není možné vyloučit, že odpustková listina na farní kostel a jeho kaple se nevztahovala na tuto stavbu a tedy vznikl pouze omyl v pojmenování jednotlivých objektů.

#### 16.–17. století
Podporou tohoto tvrzení je perokresba Jana Willenberga, kterou Piffl zařadil do roku 1590–1596. Podle kresby, kde vidíme radnici značenou jako věž, dále Mühlsteinovu baštu se vedle písařské bašty nacházejí dvě stavby. První kruhová, se třemi otvory ve dvou úrovních a druhá, kostelního charakteru s trojicí gotických oken a lodí. Nad farním kostelem je číslo 14, což v legendě vysvětluje Willenberg jako hlavní kostel a nad stavbou se třemi gotickými okny je číslo 13, které popisuje jako nový kostel. Avšak v plánech z roku 1780, v nichž je viditelná Hornická bašta podle autora Velká bašta nebo Michalova věž. Pisarskái bašta je značená jako Bašta při Slovenském kostele a kostel samý je psán jako scholastický kostel. Farská bašta je značená jako byt Ignaziusa Turnera a Mühlsteinova bašta jako byt Messner. Autor zde věnoval mimořádnou snahu o zachycení krypt a hřbitovu v oblasti farního kostela. Hřbitov se zde podle plánů rozkládal nejen na severní ale i na východní a západní a zčásti i na jižní straně. Pohřební kaple zde však zachycena není, i když podle Belanzského ještě v této době existovat musela. Také ve starších mapách není zachován půdorys samotné stavby kaple. V plánu z roku 1589, který je téměř úplně shodný s perokresby Willenberga není vidět žádný neznámý objekt, který by byl identifikovatelný jako karner sv. Michala. Do konfliktu se zde dostávají i nerealizované plány Petra Grosmanna který v nákresech přístavby sakristie barevně odlišuje starší, tehdy stojící zdivo. Za toto však považuje i zdivo na jihovýchodní části Slovenského kostela. Vzhledem k sondážních výzkumu Dr. Kodoňová a Dr. Vallašeka je prokazatelné, že jižní část lodi byla postavena vcelku, což dokazuje nepřerušenost kordonové římsy a odsazeného soklu po celé délce. Toto zjištění tedy vylučuje existenci staršího zdiva při bočním vchodu, které by mohlo odpovídat Belanzského záznamem. Je tedy třeba předpokládat, že jižní loď kostela vznikla rozšířením kaple. Do roku 1654–1656 byl prostor severní a jižní lodi kostela oddělen zdí. Sporný je však celkový rozsah stavby. Sondážní výzkum však toto tvrzení zcela nepodporuje. Větší pravděpodobnost výskytu kaple je v blízkosti Michalově věže a to za předpokladu konfigurace terénu, protože ten se tehdy zvažován ze SV k JZ straně a právě pohřební kaple byly standardně budovány v nižších polohách.

### Historie kostela

#### 15. století
- Samotný Slovenský kostel, podle A. Filipa i český kostel, byl postaven k severnímu opevnění městského hradu a vznikl složitým vývojem a to přirůstáním v jihozápadním směru. Původně jednolodní kaple, přistavěná k severnímu opevnění, měla půdorys obdélníku a na jihovýchodní straně měla zkosenou hranu, která tvořila polygonální uzávěr stavby. Tvrzení V. MENCLa, že kostelní zdi jsou provázány s zdmi opevnění se výzkumu podařilo vyvrátit pomocí šesti sond. Také úvahy o současné výstavbě hradního zdi a kaple nejsou dostatečně opodstatněné. V. Mencla a také Ipolyiho podle Dr. Kodoňové a Dr. Vallašeka spletl úsek svislého zdiva v půdním části západní fasády tehdejší kaple, který se jevil jako starší zeď provázaná s opevněním. Původní rozměry kaple, šířka 12 m, délka 19,5 m, jsou dodnes dobře čitelné v půdní části kostela. Vidět jsou zde i 4 opěrné pilíře, které poukazují na zaklenutí této kaple již od počátku vývoje. Výška je předpokladem dána do stejné výšky jako je dnes, protože výška dlažby horní části kaple je shodná s dnešní. Horní část kaple byla součástí opevnění, ale prostor nad kaplí byl oproti dnešnímu stavu mnohem vyšší. Výzkum předpokládá, že prostor byl uzavřen a vcházelo se do něj ze západní strany přes portály s kamennými šambránami, z nichž se zachovalo torzo na východní straně. Celková výška objektu, při úvahách o výšce dveřního otvoru a celkové tradiční konstrukční výšky staveb, byla zhruba 18 m a následně na tuto výšku byl osazen krov. Poloha vstupního portálu nelze blíže určit, protože západní stěna byla vybourána. Je však pravděpodobné že právě zde byl primárně použit portál ze sakristie, kde je nyní osazen druhotně. Prostor kaple byl zřejmě osvětlen třemi gotickými okny na jihovýchodní a jihozápadní straně.

- Ve druhé etapě výstavby byla kaple prodloužena až k Matějovu domu a pravděpodobně s ním byla propojena emporou, což dokládají zazděné otvory viditelné v půdní části. Za hlavní vstup na Emporu se pokládá nyní barokní okno západní fasády a gotický portál na improvizovaném balkónku Matějova domu. Jak dveře bylo toto okno značené ještě v plánech z roku 1780. Na první pohled je patrný i malý rozdíl výšek mezi oběma portály, což bylo zapříčiněno fixní výškou podlah první etapy a jejich statickou funkcí. Také v době propojení byly neměnné výšky podlah i na Matějově domě. Po propojení s královským domem, byl nově vzniklý prostor nově zaklenut, co lze usoudit z struktury klenby, která nenavazuje na starší klenbu. Žebrová síťová klenba tady už ale nemá nosný charakter jak to bylo typické pro pozdní gotiku.

- Třetí etapa výstavby se zabývala jižní přístavbou. Podle zdí viditelných v půdní části, je zřejmé, že zdivo nové lodi již nepočítalo s vyšší stavbou jako je dnes a zřejmě v tomto období byla výška stavby změněna do dnešní podoby. Jižní loď však zpočátku nebyla součástí kaple a fungovala jako samostatná stavba se společným zdí na severní straně jižní lodi. Okna z původní jižní lodi kostela byla zazděna a použita v jižní fasádě nové lodi. Později však prošla procesem barokizace a tento předpoklad dokládá pouze střední okno. Není však jasné jak byl řešen vstup do nové jižní lodi. Původní vstup z jižní strany staré kaple zřejmě fungoval jako komunikace mezi oběma loděmi a vstup do nové lodi byl zřejmě na jižní fasádě na místě pozůstatku barokního vstupního portálu.

#### 16. století
Klenbu nové jižní lodi lze datovat podle Dr. Kodoňové a Dr. Vallaška do 16. století. Je to klenba gotická křížová žebrová se třemi poli, nesena pěti páry přípor se zkosenými hranami s gotickou profilovanou patkou. V další etapě výstavby probíhalo propojení obou lodí vybouráním středového zdi, který nahradily nosné pilíře. Žebra z kleneb byly vysekané a ponechána byla valená klenba. Tento stavební proces dokládá archivní záznam A. Filipa: "Skrze rozšířený tohotže Slovenského kostela jest předešlého roku proti německému kostelu jedna strana odlamana a město teg novy mur zbudování a zmurovany, k hoře že kteremu sklepu zasklepeny a vedle starého sklepu na novy dva sloupy postaven."

#### 17.–18. století
Podle záznamů postavil tentýž stavitel Weichselbaumer, první barokní stavitel Banské Bystrice, i novou sakristii v roce 1656. Návrh Petra Grossmanna v roce 1769 byl zřejmě jen návrhem na její přestavbu a proto za starší zdivo pokládá i zdivo jižní lodi.

### Chronologické shrnutí stavebních etap

#### I. etapa
Severní zeď stavby kaple je součástí hradního opevnění, které lze datovat nejpozději do roku 1442.

#### II. etapa
Původní kaple přistavěna k hradnímu opevnění tvoří v horní části součást opevnění. Kaple má vysoká gotická okna a síťovou klenbu ve dvou polích. Pravděpodobné jsou i opěrák na nárožích. Za stavitele lze pokládat mistra Hanuše. Pisarská bašta, která je provázána s presbytářem kostela vznikla v roce 1479 a do tohoto roku tedy lze datovat i vznik tehdy ještě kaple. Z historických pramenů se do povědomí dostávají mnohé nesrovnalosti zejména ve spojení s Carnero sv. Michala. Výzkumu se však podařilo dokázat, že stavba kostela byla jednorázová a tedy nesouvisela s rozšířením kaple sv. Michala.

#### III. etapa
Kaple se prodlužuje v západním směru k Matejovie domu, se kterým je propojena emporou. Je také vybudovány nové zaklenuta síťovou klenbou. Potřeba prodloužení kaple je zřejmě opodstatněná přítomností královského domu, který tehdy sloužil ke svému obytnému účelu. Později se však vzpomíná jen jako pokladna města. Datování etapy je možné podle odpustkovej listiny z roku 1492.

#### IV. etapa
Přístavba jižní stavby. Při datování této etapy vychází výzkum z V. MenC a jeho záznamu o odpustkovej listině v roce 1496, udělené na jméno Matěje Rehana pro kapli sv. Michala. Přesné datování se nepodařilo určit je však jasné, že to bylo před rokem 1561, kdy byla loď zvýšena do dnešní výšky a to staviteli Šimkem a J. Hedvábný. Obě lodě jsou ještě v této fázi propojeny pouze komunikačním portálem.

#### V. etapa
Archivním záznamem doložena do roku 1656–1666. Mistr E. Weichselbaumer zde probourává zdivo, které kaple sdílely a nahrazuje jej nosnými pilíři. Osek žebra a ponechal valenou klenbu. Klenba nad presbytářem se mu během stavby zřejmě zhroutila, protože zde po staré síťové klenbě nezůstaly pozůstatky jak tomu tak je v ostatních částech kostela. Nyní se v záznamech hovoří již o kostele a ne o kapli. V této etapě se oltář přesouvá na severní stěnu a kolem něj jsou vystaveny dřevěné empory. Změny byly podmíněny lutheránským určením kostela. Lutherovo učení se do Banské Bystrice dostalo již v 16. století. Roku 1524 je první zmínka o vyšetřování tohoto vyznání, jelikož bylo tehdy považováno za zločin. Roku 1612 přichází stížnost evangelických farářů na nedostatek prostoru. Toto podmínilo práce na probourání společné stěny. Z roku 1621 jsou ještě známé úpravy krovu Jacobem di Pauli.

#### VI. etapa
Roku 1767 dostávají do rukou kostel Jezuité, patřil jim i objekt dnešní Katedrály sv. Františka Xaverského na náměstí SNP, kteří se zasloužili hlavně o změny v interiéru kostela. Z architektonického hlediska se měnila jen jižní fasáda a to barokizací. Taktéž je dostavěn trojdílný barokní chór. Známé požáry, které ničivě postihly většinu města v roce 1744 a 1764 se postaraly o to, že kostel byl hlavně opravován. V roce 1843 byl do kostela instalován nový novoklasicistní oltář od V. Dunajského, původem Bystričan, s oltářní sloupovou architekturou.

#### VII. etapa
1854 Ipolyi provádí restaurátorské práce. 1935 V. Mencl se zasluhuje o statické práce.

#### Písařská bašta
Vznikla již v první fázi stavby opevnění. Z této fáze jsou znatelné zazděné střílny. V II. stavební etapě v roce 1479 byly ochozu na hradbách průběžné, v horní části s cimbuřím, které lze vidět v půdní části kostela. Ze severozápadní části byla bašta propojena s zdí Slovenského kostela přes úzké schodiště což dokládá sondážní výzkum. Přemostění nesla mohutná gotická konzole. Schody na ochozu byly zřejmě dřevěné. V III. etapě v 16. století byl otvor mezi baštou a kostelem doplněn zdivem, čímž vznikly nové prostory, prosvětlené čtvercovými okny. Byly zaklenutý valenou hřebínkové klenbou s nepravidelnými lunetami. Pozdější úpravy se architektonicky na tomto objektu výrazně nepodepsaly. Šlo hlavně o úpravy v interiéru jako například zazdění výklenku po gotické konzole nesoucí staré přemostění, které někdy sloužilo i jako krb, co prozradilo odkrytí začerněnou omítky a jiné úpravy. "Pramenný materiál vztahující se k této stavbě není dosud znám a jednotlivé stavební etapy a vzezření objektu po etapách lze dnes teoreticky zrekonstruovat pouze na základě sondážních výzkumu."

## Galerie

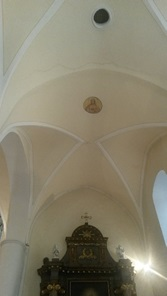
Klenba hlavní lodě
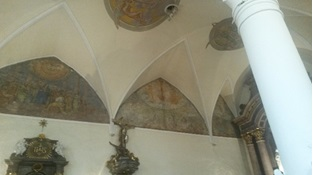
Severní stěna s malířskými výplněmi v její horní části
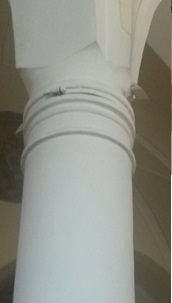
Nosný pilíř vybudovaný z původně jižní stěny staré kapličky
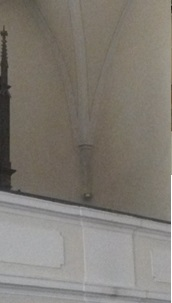
Torzo náběhů a patky bez přípor po síťové gotické klenbě
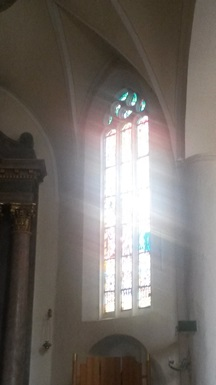
Původní gotické okno na JV zlomu
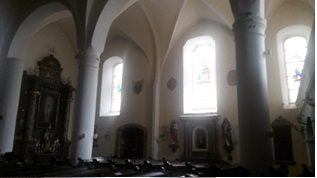
Jižní loď, vlevo dole nika-grotta osazena barokovým portálem, který sloúžil jako vstup